# Liste der Straßen in Burgk (Freital)

Lage von Burgk in Freital

Die Liste der Straßen in Burgk enthält alle benannten Straßen des Stadtteils Burgk der Großen Kreisstadt Freital im Landkreis Sächsische Schweiz-Osterzgebirge.
In Burgk gibt es insgesamt über 30 benannte Straßen und Plätze. Die verkehrlich wichtigste Verbindung besteht über die Burgker Straße von Döhlen Richtung Kleinnaundorf und Coschütz/Gittersee. Diese Kreisstraße kreuzt sich in Burgk mit der Kohlenstraße genannten Verbindung von Coschütz nach Bannewitz. Über diese Straßen und zusätzlich auch über Zschiedge führen die Buslinien der Regionalverkehr Sächsische Schweiz-Osterzgebirge GmbH bzw. der Dresdner Verkehrsbetriebe.

## Legende
Die nachfolgende Tabelle gibt eine Übersicht über die vorhandenen Straßen und Plätze im Stadtteil sowie einige dazugehörige Informationen. Im Einzelnen sind dies:
- Bild: Foto der Straße.
- Name/Lage: Aktuelle Bezeichnung der Straße oder des Platzes sowie unter ‚Lage‘ ein Koordinatenlink, über den die Straße oder der Platz auf verschiedenen Kartendiensten angezeigt werden kann. Die Geokoordinaten geben dabei ungefähr die Mitte der Straße an.
- Namensherkunft: Ursprung oder Bezug des Namens.
- Anmerkungen: Weitere Informationen bezüglich anliegender Institutionen, der Geschichte der Straße, historischer Bezeichnungen, Kulturdenkmalen usw.

## Straßenverzeichnis
| Bild           | Name/Lage                      | Namensherkunft                                                                             | Anmerkungen |
| -------------- | ------------------------------ | ------------------------------------------------------------------------------------------ | --- |
| Bilder         | Altburgk (Karte)               | Alter Dorfkern des Ortes                                                                   | An der Straße befindet sich der ehemalige Herrensitz Schloss Burgk, der heute als Veranstaltungsort und Heimatmuseum genutzt wird. Neben einem früheren Huthaus (Nr. 38) am unteren Straßenende sind noch ein Wohnhaus (Nr. 44) und eine Villa (Nr. 67) an dieser Straße denkmalgeschützt. Frühere Straßennamen waren „Untere Hauptstraße“ (1922) und „Burgker Straße“ (1947) |
|                | Am Birkenwäldchen (Karte)      | Birkenwald                                                                                 | Siehe auch: Am Birkenwäldchen in Kleinnaundorf |
|                | Am Dathepark (Karte)           | Dathepark zu Ehren Arthur Dathe von Burgks                                                 | Im namengebenden Park befindet sich ein denkmalgeschützter Gedenkstein zum 80. Geburtstag Carl Friedrich August Dathe von Burgks, außerdem ist der Park an sich denkmalgeschützt. |
| Bilder         | Am Schloßgarten (Karte)        | Schlossgarten des Schlosses Burgk                                                          | Zwei um 1800 in Fachwerkbauweise errichtete Wohnhäuser stehen an dieser Straße unter Denkmalschutz. |
|                | Am Seilerschuppen (Karte)      |                                                                                            | In den 1920er Jahren trug die Straße den Namen „Neuburgker Straße“ |
|                | Am Windberg (Karte)            | Windberg, Hausberg der Stadt Freital                                                       | |
| Bilder         | Bergerschachtweg (Karte)       | Bergerschacht, Steinkohlengrube in Großburgk                                               | Am Bergerschachtweg befindet sich das ehemalige Gärtnerhaus des Schlosses Burgk, „Schweizerhaus“ genannt. |
|                | Bergmannstraße (Karte)         | Bergmann, Berufsbezeichnung für Arbeiter im Bergbau                                        | Siehe auch: Bergmannstraße in Birkigt |
|                | Bernhardts Weg (Karte)         |                                                                                            | |
|                | Bormanns Berg (Karte)          |                                                                                            | |
|                | Bormanns Weg (Karte)           |                                                                                            | |
| weitere Bilder | Burgker Straße (Karte)         | Burgk, Ort und Stadtteil von Freital                                                       | Die Straße verlief früher über die heutige Straße Altburgk und wurde in diesem Bereich erst im 20. Jahrhundert auf ihren heutigen Verlauf verlegt. Der Großburgker Teil der Straße war getrennt in „Obere Hauptstraße“ und „Untere Hauptstraße“, der Zschiedger Teil trug den Namen „Albertstraße“. An der Burgker Straße, der Kreisstraße 9077, befindet sich das ehemalige Rathaus der Gemeinde. Außerdem wurde bis 2006 ein Förderturm des Schachtes 1 des Bergbaubetriebes Willy Agatz aus Gittersee an der Burgker Straße aufgestellt. |
| Bilder         | Cunnersdorfer Straße (Karte)   | Cunnersdorf, Ortsteil von Bannewitz                                                        | Ein später auch als Teichschänke bekanntes Wohnmühlenhaus (Nr. 40) befindet sich an der Cunnersdorfer Straße |
|                | Damms Weg (Karte)              |                                                                                            | |
|                | Fernblick (Karte)              |                                                                                            | |
|                | Gemeindeweg (Karte)            |                                                                                            | |
|                | Glückaufweg (Karte)            | Glückauf, deutscher Bergmannsgruß                                                          | |
|                | Heimstättenweg (Karte)         |                                                                                            | |
|                | Hellmuth-Heinz-Straße (Karte)  | Hellmuth Heinz (1904–1994), Museologe und Widerstandskämpfer gegen den Nationalsozialismus | |
|                | Kapellenweg (Karte)            |                                                                                            | |
|                | Kleine Gasse (Karte)           |                                                                                            | |
| Bilder         | Kleinnaundorfer Straße (Karte) | Kleinnaundorf, Stadtteil von Freital                                                       | |
|                | Knappenweg (Karte)             |                                                                                            | |
|                | Kohlenstraße (Karte)           | Kohlentransport über diese Straße nach Dresden                                             | Die Kohlenstraße ist als Kreisstraße 9016 klassifiziert. |
|                | Kurze Straße (Karte)           |                                                                                            | |
|                | Leßkestraße (Karte)            | Friedrich August Leßke (1841–1904), Lehrer, Kantor und Heimatforscher                      | Siehe auch: Leßkestraße in Deuben |
|                | Meiselschachtweg (Karte)       | Meiselschacht, Steinkohlengrube in Gittersee                                               | |
|                | Meßweg (Karte)                 |                                                                                            | Siehe auch: Meßweg in Kleinnaundorf |
|                | Otto-Dix-Straße (Karte)        | Otto Dix (1891–1969), Maler und Grafiker                                                   | In den Jahren 1997/98 wurde an der Otto-Dix-Straße und der Burgker Straße der Neubau des Beruflichen Schulzentrums errichtet. |
|                | Pappermannstraße (Karte)       | Friedrich Pappermann (1909–1995), Kunstsammler und Stifter                                 | |
|                | Reiboldschachtring (Karte)     | Reiboldschacht, Steinkohlengrube in Kleinburgk                                             | Siehe auch: Reiboldschachtring in Kleinnaundorf |
| Bilder         | Richard-Hofmann-Weg (Karte)    | Richard Hofmann (1906–1983), Fußballspieler                                                | Der am Stadion des Friedens vorbeiführende und zuvor namenlose Verbindungsweg zwischen Burgker Straße und Leßkestraße wurde im November 2023 nach dem Fußballer Richard Hofmann benannt, der in Freital wirkte und starb. |
|                | Rotkopf-Görg-Straße (Karte)    | Sagengestalt Rotkopf Görg                                                                  | Bis zur Eingemeindung nach Freital trug die Straße in Burgk den Namen „Deubener Straße“. Siehe auch: Rotkopf-Görg-Straße in Niederhäslich |
|                | Sonnenblick (Karte)            |                                                                                            | |
| Bilder         | Windbergallee (Karte)          | Windberg, Hausberg der Stadt Freital                                                       | An der Windbergallee steht das frühere Bergbeamtenwohnhaus des Wilhelminenschachtes. Es wurde um 1840 errichtet. Unter anderem in den 1940er Jahren war die Straße nach der Familie Dathe benannt und trug die Bezeichnung „Datheallee“. |
|                | Zschiedge (Karte)              | Zschiedge, Gemarkung innerhalb des Stadtteils Burgk                                        | Drei teilweise aus dem 17. Jahrhundert stammende alte Wohngebäude im Dorfkern stehen unter Denkmalschutz. |